# Compartir fotos
Compartir imágenes o compartir fotos es la publicación o transferencia de fotografías digitales en línea. Los sitios web para compartir imágenes ofrecen servicios como cargar, alojar, administrar y compartir fotografías (de forma pública o privada). Esta función se proporciona tanto a través de sitios web como de aplicaciones que facilitan la carga y visualización de imágenes. El término también se puede aplicar libremente al uso de galerías de fotografías en línea configuradas y administradas por usuarios individuales, incluidos los fotoblogs . Compartir significa que otros usuarios pueden ver, pero no necesariamente descargar, imágenes, y los usuarios pueden seleccionar diferentes opciones de derechos de autor para sus imágenes.
Compartir fotografías no se limita a la web y a las computadoras personales, sino que también es posible desde dispositivos portátiles como teléfonos con cámara, ya sea directamente o mediante MMS. Algunas cámaras ahora vienen equipadas con redes inalámbricas y funciones similares para compartir.

## Historia
Los primeros sitios para compartir fotografías se originaron entre mediados y finales de la década de 1990, principalmente a partir de servicios que proporcionaban pedidos de impresiones en línea (acabado de fotografías), pero surgieron muchos más a principios de la década de 2000 con el objetivo de brindar acceso permanente y centralizado a las fotografías de un usuario. y en algunos casos también videoclips. Capturas web, SmugMug, Yahoo! Fotos y Flickr estuvieron entre los primeros. Esto ha resultado en diferentes enfoques para la generación de ingresos y la funcionalidad entre los proveedores. La primera aplicación de Windows fue inventada por jerry ackerman en icu software en 1990 y luego por Philip Morris en Kodak para una patente en 1994.

## Tecnologías

### Generadores de álbumes de fotos web
Se puede encontrar software en Internet para generar álbumes de fotografías digitales, generalmente para compartir fotografías en la web, utilizando un servidor web doméstico. En general, esto es para usuarios avanzados que desean tener un mejor control sobre la apariencia de sus álbumes web y los servidores reales en los que se ejecutarán.

### Clasificación de imágenes
Los sitios para compartir imágenes suelen proponer varias formas de clasificar las imágenes. La mayoría de los sitios proponen al menos una taxonomía en la que las imágenes se pueden agrupar dentro de una estructura similar a un directorio en las llamadas "galerías". Algunos sitios también permiten a los usuarios clasificar imágenes usando etiquetas para construir una folksonomía. Dependiendo de las restricciones sobre el conjunto de usuarios autorizados a etiquetar un solo documento y el conjunto de etiquetas disponibles para describir el documento, se habla de folksonomías estrechas y amplias. Una folksonomía es amplia cuando no hay restricción en el conjunto de etiquetadores y etiquetas disponibles

### Geoetiquetado
Geoetiquetar una foto es el proceso en el que se marca una fotografía con la identificación geográfica del lugar donde fue tomada. La mayoría de la tecnología con capacidad para tomar fotografías está equipada con sensores del sistema GPS que geoetiquetan rutinariamente fotografías y videos. Los datos de colaboración colectiva disponibles en los servicios para compartir fotografías tienen la posibilidad de rastrear lugares.